# Dimethoat
Dimethoat ist eine chemische Verbindung, die häufig als Insektizid eingesetzt wird.
Sie gehört zu den Dithiophosphorsäureestern (sogenannte „Organophosphate“). Insektizide dieser Gruppe wirken als Kontaktgifte.
Wie andere Phosphorsäureester hemmt Dimethoat Cholinesterasen, die eine essentielle Funktion im Nervensystem haben.

## Geschichte
Dimethoat wurde 1962 für American Cyanamid in den USA zugelassen.

## Chemische Eigenschaften
Dimethoat gehört in die Gruppe der Dithiophosphorsäureester. Es ist bei Raumtemperatur relativ stabil in Wasser und saurer Lösung, jedoch instabil in alkalischer Lösung. Bei Erhitzung wandelt es sich in O,S-Dimethylphosphordithioat um.
Die Substanz wirkt als starkes Nervengift auf zahlreiche Organismen, darunter alle Insekten, alle Säugetiere und somit auch Menschen. Die Stärke der Wirkung ist von der Masse des Individuums abhängig, da sich Dimethoat im Körper verteilt. Dieses Nervengift wirkt immer dann gefährlich, wenn es zum Zeitpunkt der Aufnahme eine funktionsschädigende Konzentration erreicht. Für behandelte Pflanzen, die zum menschlichen Verzehr bestimmt sind, sind je nach Kultur unterschiedlich lange Wartezeiten vorgeschrieben.

## Verwendung
Dimethoat wird als Insektizid gegen Schädlinge wie zum Beispiel Blattläuse, Zikaden, Wanzen aber auch gegen Hausfliegen eingesetzt. Zudem wirkt es als Akarizid und Nematozid. Die Wirkung beruht auf der Hemmung der Acetylcholinesterase, wobei die eigentlich wirksame Substanz (das Sauerstoffanalogon) erst durch Metabolisierung entsteht.
Der Stoff wird aufgrund seiner nervenschädigenden Wirkung als für den Menschen gesundheitsschädlich eingestuft. Für die meisten Lebensmittel gilt daher ein Rückstandshöchstgehalt von 0,01 mg/kg Dimethoat. Die Konzentration sinkt nach der Anwendung innerhalb von Tagen auf ein unbedenkliches Maß ab.
Um das Risiko einer versehentlichen Überdosierung beim Privatanwender zu vermeiden, wird die Abgabemenge pro Packungseinheit limitiert. Deutlich höhere Pack- und Konzentrationseinheiten sind für den landwirtschaftlichen Einsatz erhältlich.
Gelegentlich wird die Auswirkung von Dimethoat auf Nützlinge wie Bienen oder Ameisen diskutiert. Es ist als bienengefährdend in die Gruppe B1 eingestuft und darf nicht auf blühende oder von Bienen beflogene Pflanzen (auch Unkräuter) ausgebracht werden. Das Nervengift ist bei direktem Kontakt (direktes Besprühen, Blütenbesuch unmittelbar nach der Behandlung) auch hier immer schädigend, wenn es die vom jeweiligen Individuum tolerierbare Menge übersteigt. Andernfalls verlässt es den Insektenkörper über die Zeit ohne verhaltenswirksame Effekte. Die kontaminierende Menge der flüchtigen Substanz wird vom Individuum nicht in den Staatshaushalt eingebracht. Eine denkbare Langzeitwirkung auf staatenbildende Insekten ist daher unwahrscheinlich.
Im Handel sind verschiedene Darreichungsformen ohne weiteres erhältlich, darunter Lösungen, Aerosol-Darreichungen oder leicht handhabbare Sprays. Die bei weitem häufigste Anwendung für Privatpersonen erfolgt als wässrige Lösung zur Anwendung gegen „beißende und saugende Insekten“, darunter Blattläuse. Darüber hinaus sind Darreichungen erhältlich, die in geringerer Konzentration und in wechselnder Kombination gegen jeweils bestimmte Organismen eingesetzt werden können.

## Regulierung
Frankreich verbot im Februar 2016 alle dimethoathaltigen PSM aufgrund von Gesundheitsbedenken, ebenso sind dort keine Importe von mit Dimethoat behandelten Kirschen mehr zulässig. Das französische Landwirtschaftsministerium setzt sich für ein Verbot von Dimethoat in der gesamten EU ein. Dieser Vorstoß wird von Italien und Spanien unterstützt, jedoch spricht sich die EU-Kommission gegen ein sofortiges Verbot durch eine Notfallmaßnahme aus.
Die europäische Behörde für Lebensmittelsicherheit (EFSA) teilte mit, dass Gesundheitsrisiken von Dimethoat mit den derzeit verfügbaren Daten nicht ausgeschlossen werden können.
Die Zulassung von Pflanzenschutzmitteln (PSM) mit dem Wirkstoff Dimethoat ist in den Staaten der EU im Juli 2019 ausgelaufen. Auch in der Schweiz sind keine Dimethoat-haltigen Pflanzenschutzmittel mehr erhältlich. Illegalerweise wurde der Wirkstoff in der Schweiz, mit Stand 2023, aber nach wie vor vereinzelt eingesetzt.

## Handelsnamen
- Perfekthion
- Bi 58
- ROXION
- Rogor 40 l
- Danadim Progress
- Lizetan